# Diecezja pożedzka
Diecezja pożedzka (łac.: Dioecesis Posegana, chorw.: Požeška biskupija) – katolicka diecezja położona w północno-wschodniej części kraju, obejmująca swoim zasięgiem historyczną Slawonię. Siedziba biskupa znajduje się w katedrze św. Teresy z Ávili w Požedze.

## Historia
Od pierwszej wzmianki historycznej o Požedze w 1227 r. w mieście kwitła kultura chrześcijańska i rozwijało się życie religijne. W dokumencie tym wystawionym przez papieża Honoriusza III jest mowa o potwierdzeniu darowizny króla węgierskiego Andrzeja II miasta i twierdzy Požega w posiadanie biskupów zagrzebskich.
Od XIII w. na terenie Slawonii zakrojoną na szeroką skalę misję chrystianizacyjną prowadzi zakon franciszkanów, w tym również w latach 1573–1691, tj. podczas panowania tureckiego. Pod koniec XVII w. na ziemie te przybył zakon jezuitów, który założył tutaj akademię, złożonej z wydziałów: teologicznego i filozoficznego.
27 września 1997 r. papież Jan Paweł II na mocy konstytucji apostolskiej Praeclarum evangelizationis utworzył diecezję pożedzką z wydzielenia części parafii z archidiecezji zagrzebskiej, którą 18 czerwca 2008 r. jego następca Benedykt XVI podporządkował jako sufraganię metropolii Ðakovo-Osijek.

## Podział administracyjny
Diecezja pożedzka dzieli się na 10 dekanatów, w skład których wchodzi 85 parafii:
- - Dekanat Požeški
  - Dekanat Kaptolački
  - Dekanat Pleternički
  - Dekanat Novogradiški
  - Dekanat Novokapelački
  - Dekanat Našički
  - Dekanat Slatinski
  - Dekanat Virovitički
  - Dekanat Novljanski
  - Dekanat Pakrački

## Biskupi
- ordynariusz - bp Ivo Martinović (od 2024)

## Główne świątynie
- Katedra - św. Teresy z Ávili w Požedze